# 24 сата (филм)
„24 сата” је хрватски филм из 2002. године. Режирали су га Горан Куленовић и Кристијан Милић а сценарио су написали Горан Куленовић и Иван Павличић.

## Улоге
| Глумац              | Улога                         |
| ------------------- | ----------------------------- |
| Маринко Прга        | Ђуро (сегмент "Сигурна куца") |
| Хрвоје Кечкеш       | Том                           |
| Кристијан Тополовец | Мали (сегмент "Сигурна куца") |
| Јанко Ракос         | Јура                          |
| Роберт Роклицер     | Pele (сегмент "Сигурна куца") |
| Луција Шербеџија    | Вања                          |
| Игор Стиковић       | Никола                        |
| Свен Шестак         | Спиро                         |
| Тхомас Крстуловиц   | Полицајац с пиштољем          |
| Бојан Навојец       | Жига                          |
| Рене Биторајац      | Маки                          |
| Иванка Бољковац     | Томова мама                   |
| Дражен Цуцек        | Трули                         |
| Ивка Дабетић        | Трулијева бака                |
| Фрањо Дијак         | Дени                          |
| Мила Елеговићц      | Зигина жена                   |
| Тарик Филиповић     | Жути                          |
| Мичел Форко         | Полицајац с калашњиковом      |

Остале улоге ▼
| Глумац               | Улога                  |
| -------------------- | ---------------------- |
| Златко Грегорвчевићц | Снајперист             |
| Томислав Хлеб        | Спикер вијести         |
| Владо Иванчић        | Макијев сусјед         |
| Ани Каламар          | Тихомирова беба        |
| Ивана Петра Капоња   | Проститутка            |
| Иван Малоца          | Влахинић               |
| Јосип Мароти         | Професор               |
| Јавор Маровић        | Одвјетник              |
| Далибор Матанић      | Хомосексуалац у бијегу |
| Тин Острес           | Тихомир                |
| Иван Павличић        | Сељачина у одјелу      |
| Даворко Прсцин       | Клинац на бициклу      |
| Томислав Рукавина    | Хомосексуалац          |
| Вељко Сегарић        | Клинац                 |
| Давор Сиронић        | Достављач пице         |
| Нино Сорић           | Полицајац с буреком    |
| Бранко Зоретић       | Србин                  |